# Rzekuń (gromada)
Rzekuń – dawna gromada, czyli najmniejsza jednostka podziału terytorialnego Polskiej Rzeczypospolitej Ludowej w latach 1954–1972.
Gromady, z gromadzkimi radami narodowymi (GRN) jako organami władzy najniższego stopnia na wsi, funkcjonowały od reformy reorganizującej administrację wiejską przeprowadzonej jesienią 1954 do momentu ich zniesienia z dniem 1 stycznia 1973, tym samym wypierając organizację gminną w latach 1954–1972.
Gromadę Rzekuń z siedzibą GRN w Rzekuniu utworzono – jako jedną z 8759 gromad na obszarze Polski – w powiecie ostrołęckim w woj. warszawskim, na mocy uchwały nr VI/10/10/54 WRN w Warszawie z dnia 5 października 1954. W skład jednostki weszły obszary dotychczasowych gromad Czarnowiec, Daniszewo, Drwęcz, Dzbenin, Goworki, Kaczyny-Tobolice, Korczaki, Ławy, Rzekuń, Susk Nowy i Susk Stary ze zniesionej gminy Rzekuń w tymże powiecie. Dla gromady ustalono 27 członków gromadzkiej rady narodowej.
31 grudnia 1959 do gromady Rzekuń przyłączono obszar zniesionej gromady Borawe w tymże powiecie.
Gromada przetrwała do końca 1972 roku, czyli do kolejnej reformy gminnej. 1 stycznia 1973 w powiecie ostrołęckim reaktywowano gminę Rzekuń.